# PIT IN!
PIT IN!は、茨城放送で2004年4月1日から同年9月23日まで毎週月 - 木曜の22時20分 - 22時35分で放送されていたラジオ番組である。
番組の意味は受験勉強などでの息抜きの時間（モータースポーツなどでのパーツ交換場所であるピット）を意味している。

## 出演者
- 鹿原徳夫
- 高木圭二郎
- 芦川愛子（2006年3月31日に茨城放送退社、その後はフリーアナウンサーに転向）

全て茨城放送アナウンサー（当時）

## 曜日別コンテンツ
- 月曜日　バラエティナイト

主にちょっとタンマ!金曜日に行われていたものをパワーアップしたバージョン。出演者全員が参加。初期に行われたドリフの雑学企画で芦川が話についていけなくなるという事態が起きた。

その後の企画、「ピットイン 一文字変えて イットピン」のコーナーはメール募集を行ったが、結局来たメールは僅か1通だけだった。
- 火曜日　J-POPナイト

鹿原担当。
ちょっとタンマ!火曜と水曜をミックスしたバージョン。前半新譜紹介。後半にリクエスト紹介。
- 水曜日　ラブリーナイト

芦川担当。高木はお手伝いとして参加。
ちょっぴり女の子向けの企画をしたが、後にラブリー五七五、ジャージあれこれといった企画に変更。
- 木曜日　イチオシナイト

高木担当。芦川はお手伝いとして参加。
自分が今イチオシの曲をリクエストするコーナー。ちょっとタンマ!火曜日の高木圭二郎バージョン。

## その他アレコレ・エピソード
番組開始前の3月29日から3日間、事前番組を放送。ただし、3月31日はサッカー・アテネ五輪予選と被り聴取者の減少が懸念されたことから、4月1日の第1回は事前番組をまとめて3本再放送するという異例の事態だった。

開始当初は事前番組でも鹿原が「新たなる 野放し番組 ピットイン」とIBS三大野放し番組のレッテルを自ら貼り、期待されていた番組だったが、上記のバラエティナイトで話についていけなくなる事態が起きたり、放送時間の関係から多数のメールを紹介する時間が無かったり、同年秋からニッポン放送の『HOT'n HOT お気に入りに追加!』を同時ネットする等の関係で僅か半年で終了した。
この番組の終了をもって『ミュージックジャンボリー』（相川由春のよしまろ仮面）、『若者通り 夜はこれから』、『パンパカパラダイス 今夜もきかナイト!』、『ちょっとタンマ!』などを放送してきた平日夜の若者向け自社製作帯番組に、一旦ピリオドが打たれる事となった。次に茨城放送平日22時台に自社制作の帯番組が帰ってくるのはそれから約17年後の『今夜はLucky Night』まで待つことになる。

また、2004年から2005年にかけ、2日限定で復活特番が組まれた。内容は主にリスナーから考案されたラジオコントが放送された。
| 茨城放送 平日22:20枠                                   | 茨城放送 平日22:20枠               | 茨城放送 平日22:20枠                                                             |
| 前番組                                                 | 番組名                             | 次番組                                                                           |
| ------------------------------------------------------ | ---------------------------------- | -------------------------------------------------------------------------------- |
| おちあいさとこのちっちゃなつぶやき （平日23:00に移動） | PIT IN! （2004年4月1日 - 9月23日） | HOT'n HOT お気に入りに追加! （22:00 - 24:00 ここからニッポン放送制作全国ネット） |